# Five Nations 1921
Die Ausgabe 1921 des jährlich ausgetragenen Rugby-Union-Turniers Five Nations (seit 2000 Six Nations) fand vom 15. Januar bis zum 9. April statt. Turniersieger wurde England, das mit Siegen gegen alle anderen Teilnehmer zum dritten Mal den Grand Slam schaffte, mit Siegen gegen alle britischen Mannschaften auch die Triple Crown.

## Teilnehmer
| Land       | Stadion                               | Stadt             | Kapitän                               |
| ---------- | ------------------------------------- | ----------------- | ------------------------------------- |
| England    | Twickenham Stadium                    | London            | Bruno Brown / Dave Davies             |
| Frankreich | Stade de Colombes                     | Colombes          | René Crabos                           |
| Irland     | Lansdowne Road / Balmoral Showgrounds | Dublin / Belfast  | George Doherty                        |
| Schottland | Inverleith                            | Edinburgh         | John Hume                             |
| Wales      | Cardiff Arms Park / St Helen’s        | Cardiff / Swansea | Jack Wetter / Tommy Vile / Tom Parker |

## Tabelle
|    | Land       | Spiele | Siege | Unent. | Ndlg. | Spiel- punkte | Diff. | Tabellen- punkte |
| -- | ---------- | ------ | ----- | ------ | ----- | ------------- | ----- | ---------------- |
| 1. | England    | 4      | 4     | 0      | 0     | 61:9          | + 52  | 8                |
| 2. | Frankreich | 4      | 2     | 0      | 2     | 33:32         | + 1   | 4                |
| 2. | Wales      | 4      | 2     | 0      | 2     | 29:36         | − 7   | 4                |
| 4. | Schottland | 4      | 1     | 0      | 3     | 22:38         | − 16  | 2                |
| 4. | Irland     | 4      | 1     | 0      | 3     | 19:49         | – 30  | 2                |

## Ergebnisse
| 15. Januar 1921 | England                                                                    | 18 : 3         | Wales          | Twickenham Stadium, London Schiedsrichter: J. C. Sturrock (England) |
| 15. Januar 1921 | Versuche: Kershaw Lowe Smallwood (2) Erhöhungen: Hammett Dropgoals: Davies | (12:0) Bericht | Versuche: Ring | Twickenham Stadium, London Schiedsrichter: J. C. Sturrock (England) |

| 22. Januar 1921 | Schottland | 0 : 3         | Frankreich       | Inverleith, Edinburgh Zuschauer: 40.000 Schiedsrichter: Billy Hinton (Irland) |
| 22. Januar 1921 |            | (0:3) Bericht | Versuche: Billac | Inverleith, Edinburgh Zuschauer: 40.000 Schiedsrichter: Billy Hinton (Irland) |

| 5. Februar 1921 | Wales              | 8 : 14         | Schottland                                                                | St Helen’s, Swansea Zuschauer: 50.000 Schiedsrichter: James Baxter (England) |
| 5. Februar 1921 | Dropgoals: Jenkins | (0:11) Bericht | Versuche: Buchanan Sloan Thomson Erhöhungen: Maxwell Straftritte: Maxwell | St Helen’s, Swansea Zuschauer: 50.000 Schiedsrichter: James Baxter (England) |

| 12. Februar 1921 | England                                                               | 15 : 0        | Irland | Twickenham Stadium, London Zuschauer: 27.500 Schiedsrichter: T. D. Schofield (Wales) |
| 12. Februar 1921 | Versuche: Blakiston Brown Lowe Erhöhungen: Cumberlege Dropgoals: Lowe | (3:0) Bericht |        | Twickenham Stadium, London Zuschauer: 27.500 Schiedsrichter: T. D. Schofield (Wales) |

| 26. Februar 1921 | Irland                                 | 9 : 8         | Schottland                               | Lansdowne Road, Dublin Schiedsrichter: James Baxter (England) |
| 26. Februar 1921 | Versuche: Cunningham Cussen Stephenson | (3:8) Bericht | Versuche: Hume Sloan Erhöhungen: Maxwell | Lansdowne Road, Dublin Schiedsrichter: James Baxter (England) |

| 26. Februar 1921 | Wales                                              | 12 : 4         | Frankreich          | Cardiff Arms Park, Cardiff Zuschauer: 50.000 Schiedsrichter: Percy Royds (England) |
| 26. Februar 1921 | Versuche: Hodder Williams Straftritte: Jenkins (2) | (12:0) Bericht | Dropgoals: Lasserre | Cardiff Arms Park, Cardiff Zuschauer: 50.000 Schiedsrichter: Percy Royds (England) |

| 12. März 1921 | Irland | 0 : 6   | Wales                                 | Balmoral Showgrounds, Belfast Schiedsrichter: Jim Tennent (Schottland) |
| 12. März 1921 |        | Bericht | Versuche: Thomas Straftritte: Johnson | Balmoral Showgrounds, Belfast Schiedsrichter: Jim Tennent (Schottland) |

| 19. März 1921 | Schottland | 0 : 18         | England                                                    | Inverleith, Edinburgh Schiedsrichter: Samuel Crawford (Irland) |
| 19. März 1921 |            | (0:18) Bericht | Versuche: Brown Edwards King Woods Erhöhungen: Hammett (3) | Inverleith, Edinburgh Schiedsrichter: Samuel Crawford (Irland) |

| 28. März 1921 | Frankreich              | 6 : 10         | England                                          | Stade de Colombes, Colombes Zuschauer: 35.000 Schiedsrichter: J. C. Sturrock (Schottland) |
| 28. März 1921 | Straftritte: Crabos (2) | (3:10) Bericht | Versuche: Blakiston Lowe Erhöhungen: Hammett (2) | Stade de Colombes, Colombes Zuschauer: 35.000 Schiedsrichter: J. C. Sturrock (Schottland) |

| 9. April 1921 | Frankreich                                                          | 20 : 10       | Irland                                      | Stade de Colombes, Colombes Zuschauer: 35.000 Schiedsrichter: J. G. Cunningham (Schottland) |
| 9. April 1921 | Versuche: Boubée Cassayet-Armagnac Piteu (2) Erhöhungen: Crabos (4) | (5:5) Bericht | Versuche: Stokes (2) Erhöhungen: Wallis (2) | Stade de Colombes, Colombes Zuschauer: 35.000 Schiedsrichter: J. G. Cunningham (Schottland) |